# 루스 베니딕트
루스 베니딕트 또는 루스 베네딕트(Ruth Benedict, 1887년 6월 5일 ~ 1948년 9월 17일)는 미국 뉴욕 출생의 인류학자다. 결혼 전 이름은 루스 풀턴(Ruth Fulton)이다. 바사 대학에서 영문학을 전공한후 교사와 시인으로 활동하였으나 컬럼비아 대학에서 본격적인 인류학 연구에 빠져 들어 아메리칸 인디언 종족들의 민화와 종교로 박사학위를 받고 인류학과 교수로 재직했다. 대표적 저서로는 《문화의 유형》과 《국화와 칼》이 있다.

## 생애
미국 뉴욕에서 태어났다. 아버지는 의사였는데 그녀가 생후 2개월 때 세상을 떠났고 그로 인해 어린시절은 가난과 함께 힘들게 보냈다. 배서 대학에서 영문학을 공부하고 교사와 시인으로 활동하였다. 결혼후 아기를 낳지 못해 힘들어 하다가 1921년 34세의 나이에 컬럼비아 대학에 입학하여 인류학을 공부하기 시작했다. 1923년 아메리칸 인디언 종족들의 민화와 종교에 관한 연구로 컬럼비아 대학에서 박사학위를 받고 모교에서 인류학과 교수로 재직하였다.

## 국화와 칼
1944년 6월에 미국 국무부의 의뢰를 받아 일본에 대해 연구를 시작했다. 2차 세계대전이 종료된후 그녀가 연구한 내용은 책으로 출판되어 널리 알려지게 되었다. 
그녀는 저서 《국화와 칼》에서 동양의 문화에서 예를 중시했던 경향과 서양의 문화가 원죄에대한 개념을 일찍부터 주요하게 다루고있다는 점을 인류학적으로 비교해볼 수 있다는 맥락에서 이를 언급한바있다.

## 저서
- 《문화의 유형》 Patterns of Culture(1934)
- 《민족－과학과 정치성》 Race:Science and Politics (1940)
- 《국화와 칼》 The Chrysanthemum and the Sword (1946)

## 같이 보기
- 에릭 에릭슨
- 에이브러햄 매슬로